# Dong Kena
En una onomàstica xinesa Dong es el cognom i Kena el prenom.
Dong Kena (xinès simplificat: 董克娜) (Weihai 1930 - Pequín 2016). Actriu i directora de cinema xinesa. Amb Wang Ping va ser una de les primeres directores del cinema xinès.

## Biografia
Dong Kena de nom real Dong Wenjuan va néixer el 15 de desembre de 1930 a Weihai, província de Shandong a la Xina. El 1955 va entrar a estudiar direcció a la Film School, la futura Acadèmia de Cinema de Pequín.
Va morir a Pequín el 22 de març de 2016.

### Carrera cinematogràfica

#### Actriu
Va començar com actriu a finals de la segona guerra sino-japonesa a l'Art Troupe de la Regió Militar Oriental de la Xina i el 1949 va entrar als "Shanghai Studios". El 1951, va tenir el seu primer èxit a la pel·lícula "Women Train Drivers" (女司机) de Xian Qun (冼群). A causa d'una intervenció quirúrgica, les seves cordes vocals van quedar danyades i va haver de deixar la feina d'actriu.

#### Directora
A Pequín va estudiar direcció a la Film School, la futura Acadèmia de Cinema de Pequín El 1957, es va incorporar al Changchun Studio com a assistent de direcció. Va col·laborar amb directors com Yuan Naichen per a la pel·lícula "Cliff" (悬崖) estrenada el 1958, i el 959, amb Wu Zhaodi en "Sisters on Ice". El 1960 va anar als Beijing Film Studio on va codirigir la pel·lícula d'òpera "Red Flowers Bloom Everywhere" amb Li Bingzhong. Més tard també col·laboraria amb altres directors com Ling Zifeng, Cheng Yin, Xin Jing i Zhang Xiande.
El 1961 va fer la seva primera pel·lícula; el director de l'estudi li va encarregar l'adaptació d'un conte de Wang Zongyuan (王宗元) titulat "La cunyada Hui" (Hui Sao《惠嫂》) que al People's Daily es va anunciar amb el títol de "A Grass on Mount Kunlun" (昆仑山上一棵草). No va tornar a dirigir una pel·lícula pròpia fins passada la Revolució Cultural, l'any 1975, quan la producció cinematogràfica es va reprendre, amb el film "A Child in the Heat of War" (Fenghuo shaonian《烽火少年》), una pel·lícula en blanc i negre que té lloc durant la guerra el 1943.
Després de la mort de Mao l'any 1978, va codirigir amb Que Wen (阙文) una altra pel·lícula de l'estudi de Beijing: "Huge Waves" (Ju lan《巨澜》), sobre la lluita contra les inundacions a la tardor de 1950, en un context de lluita de classes
Les pel·lícules realitzades per Dong Kena durant aquest període dels anys 80 formen part d'un context de melodrames dirigits per grans directors com Xie Jin o Xie Fei, amb temes i estètica que també segueix Dong, amb pel·lícules com “The Second Handshake” (第二次握手). Més tard va rodar una sèrie de pel·lícules amb personatges femenins com The Women's Inn (相思女子客店), The mothers-in-law and aunts of Huangtupo (黄土坡的婆姨们), Women's world (女性世界), i The Merry Wives of the Queen's Mausoleum (女皇陵下的风流娘们儿) del 1992. Aquests personatges femenins li van generar una important notorietat i popularitat entre les espectadores que s'han vist reconegudes i emocionalment properes.

## Filmografia
| Any  | Títol xinès          | Títol anglès                              |
| ---- | -------------------- | ----------------------------------------- |
| 1961 | 昆仑山上一棵草       | A Grass on Mount Kunlun                   |
| 1964 | 草原雄鹰             | Prairie Eagle                             |
| 1965 | 煤店新工人           | A New Coaler                              |
| 1966 | 女飞行员             | Women Pilots                              |
| 1975 | 烽火少年             | A Child in the Heat of War                |
| 1980 | 第二次握手           | The Second Handshake                      |
| 1982 | 金鹿儿               | Golden Deer                               |
| 1984 | 明姑娘               | Young Ming                                |
| 1985 | 相思女子客店         | The Women's Inn                           |
| 1988 | 黄土坡的婆姨们       | The mothers-in-law and aunts of Huangtupo |
| 1990 | 失去的梦             | The Lost Dream                            |
| 1991 | 女性世界             | Women's world                             |
| 1992 | 女皇陵下的风流娘们儿 | The Merry Wives of the Queen's Mausoleum  |